# Annabelle: Tạo vật quỷ dữ
Annabelle: Tạo vật quỷ dữ là bộ phim kinh dị siêu nhiên của Mỹ năm 2017 do David F. Sandberg đạo diễn và do Gary Dauberman viết. Đây là một phần trước của Annabelle năm 2014 và phần thứ tư trong loạt The Conjuring. Bộ phim có sự tham gia của Stephanie Sigman, Talitha Bateman, Anthony LaPaglia và Miranda Otto, và mô tả nguồn gốc của con búp bê Annabelle sở hữu.
"Annabelle: Tạo vật quỷ dữ" được công chiếu tại Liên hoan phim LA vào ngày 19 tháng 6 năm 2017 và được phát hành tại Mỹ vào ngày 11 tháng 8 năm 2017. Bộ phim đã thu được $305,8 triệu USD trên toàn thế giới và nhận được những nhận xét tích cực từ các nhà phê bình, ca ngợi bầu không khí và diễn xuất, và ghi nhận nó như là một cải tiến so với phần phim trước đó của nó.

## Nội dung
Năm 1943, Samuel Mullins và vợ của ông là Esther đau lòng vì mất con gái Annabelle 7 tuổi, biệt danh là "Bee", người đã chết sau khi cô bị một chiếc xe hơi cán qua. Vì quá đỗi thương nhớ con gái quá cố của họ, Esther và Samuel đã thực hiện một nghi lễ gọi hồn con gái của họ và đã triệu hồi được một thực thể không xác định mà cặp đôi này tin rằng là linh hồn của con gái họ. Thực thể này thuyết phục họ chuyển linh hồn của mình vào một trong những chiếc búp bê bằng sứ của Samuel. Sự tin tưởng của họ sụp đổ khi Mullins nhận ra rằng họ đã thu hút một con quỷ tìm kiếm người chủ nhà. Họ đưa con búp bê đến phòng của Bee và khóa nó trong một tủ quần áo được niêm phong bằng các trang từ Kinh Thánh trước khi thuê linh mục ban phước cho cả phòng và nhà.
Mười hai năm sau, năm 1955, Mullins mở cửa nhà của họ để cung cấp nơi trú ẩn cho Sơ Charlotte và sáu cô gái bỏ nhà cửa khi đóng trại mồ côi của họ. Đêm đó, Janice, một đứa trẻ mồ côi bị bại hoại vì bệnh bại liệt, tỉnh dậy và lẻn vào phòng ngủ của Bee, bí ẩn đã được mở khóa. Cô tìm thấy một chìa khóa cho tủ quần áo của Bee và mở nó, vô tình thả con quỷ ra, bắt đầu khủng bố các cô gái, đặc biệt là Janice.
Vào đêm thứ hai, con quỷ tiếp tục hành hạ Janice,cô cố gắng trốn đi bằng cách sử dụng cầu thang tự động. Janice bị thương nặng khi bị bắt bởi con quỷ và bị ném từ tầng hai xuống tầng một. Ngày hôm sau, Janice - đã ngồi xe lăn - bị kéo vào chuồng. Con quỷ, lấy hình dạng của sơ nhà thờ (được cho là Valak trong the Conjuring 2), đã thành công trong việc chiếm hữu cô trong hình dạng của Bee. Một trong những đứa trẻ mồ côi khác, người bạn thân nhất của Janice, nhận thấy những thay đổi trong hành vi của Janice và thừa nhận với Samuel rằng Janice đã lẻn vào phòng của Bee và tìm thấy con búp bê hai đêm trước đó.
Sơ Charlotte nói chuyện với Esther bị biến dạng, người bị giam trong phòng ngủ của cô, khi một nửa khuôn mặt và con mắt của cô bị con quỷ cào nát trong cuộc gặp gỡ đầu tiên mười hai năm trước đó. Esther thú nhận với nữ tu sự thật đằng sau con búp bê và sự ám ảnh trong nhà của họ. Sơ Charlotte ngày càng lo lắng rằng con quỷ sẽ tiếp tục hành hạ các cô gái.
Sau khi giết chết Mullins một cách tàn ác, con quỷ tấn công Sơ Charlotte khi cô cố gắng đưa các cô gái ra khỏi nhà. Người sở hữu Janice tiếp tục theo đuổi Linda, người đã trốn trong phòng của Bee. Sơ Charlotte đến để ngăn Janice và khóa cô gái và con búp bê trong tủ quần áo. Ngày hôm sau, cảnh sát đến để tìm kiếm ngôi nhà và môi trường xung quanh và chỉ tìm thấy con búp bê bên trong tủ quần áo ngủ, mà họ loại bỏ như là bằng chứng. Janice đã trốn thoát qua một lỗ hổng trong tủ quần áo và bỏ trốn đến một trại trẻ mồ côi ở Santa Monica. Bây giờ cô lấy tên "Annabelle" và được gia đình Higgins nhận nuôi.
Mười hai năm sau, vào năm 1967, Annabelle gia nhập đạo Sa-môn, các môn đệ của Ram, với bạn trai của cô. Một đêm nọ, họ giết cha mẹ nuôi trong phòng ngủ của họ, thu hút sự chú ý của những người hàng xóm kế tiếp của họ, The Forms, bắt đầu các sự kiện của bộ phim "Annabelle" đầu tiên.
Cảnh giữa danh đề (mid-credit) cho thấy con búp bê Annabelle đang ngồi lơ lửng trong tủ quần áo, cho đến khi nó đột ngột và không thể giải thích được, liếc nhìn khán giả trước khi danh đề tiếp tục.
Trong một cảnh hậu danh đề (after credit), được đặt tại Romania vào năm 1952, con ma Valak đang trú ngụ tại các hội trường thiền nến của Tu viện Cârţa.

## Diễn viên
- Stephanie Sigman vai Sơ Charlotte
- Talitha Bateman vai Janice / Annabelle Higgins
  - Tree O'Toole vai Janice / Annabelle Higgins trưởng thành
- Lulu Wilson vai Linda
- Anthony LaPaglia vai Samuel Mullins
- Miranda Otto vai Esther Mullins
  - Alicia Vela-Bailey vai Evil Esther Mullins
- Grace Fulton vai Carol
- Philippa Coulthard vai Nancy
- Samara Lee vai Annabelle "Bee" Mullins
- Tayler Buck vai Kate
- Lou Lou Safran vai Tierney
- Mark Bramhall vai cha Massey
- Adam Bartley vai Officer Fuller
- Lotta Losten vai the adoption agent
- Joseph Bishara vai Annabelle Demon
- Brian Howe vai Pete Higgins
- Kerry O'Malley vai Sharon Higgins
- Annabelle Wallis vai Mia Form (cameo)
- Ward Horton vai John Form (cameo)
- Bonnie Aarons vai Valak / Demon Nun (cameo)

## Âm nhạc
Vào ngày 23 tháng 11 năm 2016, Benjamin Wallfisch được thuê để sáng tác nhạc cho bộ phim. WaterTower Music phát hành album soundtrack vào ngày 4 tháng 8 năm 2017.

## Phần tiếp theo
Annabelle: Ác quỷ trở về là phần ba và được dự kiến phát ngày 26 tháng 6 năm 2019.